# Ардаланське ханство

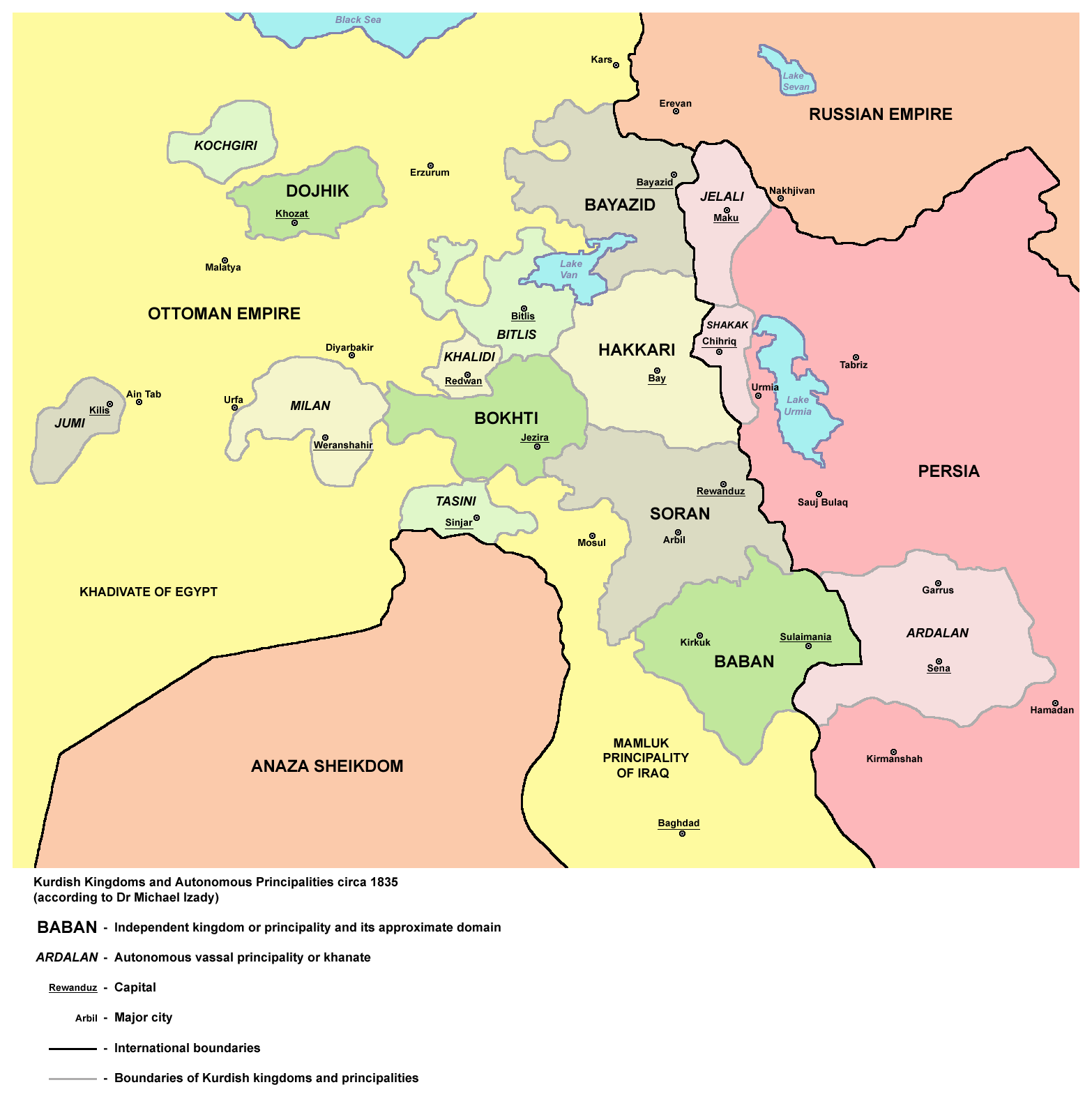
Курдські держави у 1835

Ардаланське ханство (Арделанське) — одна з курдських феодальних держав, розташована на кордоні Османської імперії та Ірану. З XVI століття знаходилося в васальній залежності то від Туреччини, то від Ірану, а іноді не визнавало нічийого сюзеренітету. В XIX столітті ліквідовано Іраном. 

## Династія Ардалан
- Баб Ардалан I
- Кулул I
- Хизр I
- Ільяс I
- Хизр II
- Хасан I
- Баблул I
- Мунзір I
- Мамун-бек I
- Біге-бек I
- Мамун-бек II
- Сурхаб-бек I
- Султан Алі-бек I
- Басат-бек I (-?-1578)
- Тимур-хан I (-1578-1589)
- Халу-хан I (-1589-1616)
- Ахмад-хан I (1593-1616-1637)
- Сулейман-хан I (-1637-1657)
- Калб Алі-хан I (-1657-1679)
- Ахмад-хан II (-1679-1679;1688-1694)
- Хусрау-хан I (-1679-1682)
- Тимур-хан II Арджалу (-1682-1688)
- Мухаммед-хан  I (-1694-1701-?)
- Мухаммед-хан II Гурджі (-1701-1704)
- Хасан Алі-хан I (-1704-1706)
- Хусайн Алі-хан I (-1706-1709-?)
- Кай Хусрау-бек I (-1709-1710-?)
- Аббас Кулі-хан I (-1710-1716;1719-1723)
- Алі Кулі-хан I (-1716-1719-?)
- Хані-паша I Бабанський (-1723-1729-?)
- Субхан Вірд-хан I (-1729-1732;1733-1743;1744-1745;1746-1748)
- Халід-паша I Бабанський  (-1732-1733-?)
- Мустафа-хан I (-1733-1733)
- Ахмад-хан III (-1743-1744-?)
- Мауле Вірд-хан I (-1745-1746-?)
- Мухаммед Різа-бек I Гурджі (-1746-1746-?)
- Хасан Алі-хан II (-1746-1746;1748-1750-1751)
- Карім-хан I (-1750-1752-1779)
- Хусрау-хан II (-1752-1752;1756-1763;1766-1790)
- Салім-паша I Бабанський (-1752-1756-1758)
- Сулейман-паша I Бабанський (-1763-1764)
- Алі-хан I (-1764-1766-?)
- Лутф Алі-хан I (-1790-1794)
- Хасан Алі-хан III (-1794-1799-1802)
- Аманалла-хан I (-1799-1824)
- Хусрау-хан III (1804-1824-1834)
- риза Кулі-хан I (1823-1834-1846;1846-1847;1848-1848-?)
- Аманалла-хан II (-1846-1846;1848-???)
- Хусрау-хан IV Армані (-1847-1848-?)